# Conselheiro Paulino
Conselheiro Paulino é o 6º distrito (e o segundo mais industrializado) do município de Nova Friburgo, na região serrana fluminense, localizando-se a 140 km da capital e a 7 km da sede do município, na Zona Norte. Localidade foi levada a condição de distrito em 1952 e hoje desponta como força econômica de Nova Friburgo.

## Histórico
Conselheiro Paulino foi formado de terras desmembradas dos 1º, 2º e 4º distritos, tendo sido criado pelo governador Amaral Peixoto, pela Lei nº 1428, de janeiro de 1952, ate então com o nome de Fazenda da Ponte de Tábuas.
A denominação do distrito foi dada em homenagem a Paulino José Soares de Sousa, conhecido como Paulino de Sousa, proprietário rural e político brasileiro. Filho de Paulino José Soares de Sousa, Visconde do Uruguai.
O distrito é formado por vários loteamentos e bairros: Alto do Catete, Fazenda da Laje, Floresta, Jardim Califórnia, Jardinlândia, Prado, Santa Teresinha, Santo André, São Jorge, entre outros.
A 7 km do Centro de Nova Friburgo, Conselheiro Paulino é uma extensão da urbe de Nova Friburgo com vários bairros residenciais populosos, um pequeno comércio disperso, pequenos clubes sociais e esportivos, alguns educandários e muitas micro empresas. 
Conselheiro Paulino possuiu uma importante malha ferroviária que integrava Nova Friburgo à capital fluminense, às cidades de Cantagalo e Itaocara e ao estado de Minas Gerais. Essa malha era composta por duas linhas da Estrada de Ferro Leopoldina: a Linha do Cantagalo e o Ramal de Sumidouro. Ambas eram as responsáveis pelo transporte de passageiros e de cargas como produtos agrícolas e industriais da região, desde as suas implantações no final do século XIX, até serem desativadas em 1964.

## Econômico
Hoje, Conselheiro Paulino é composto por cerca de 40 bairros e uma área de aproximadamente 52 quilômetros quadrados. O distrito é um dos mais populosos de Nova Friburgo, com mais de 40 mil moradores e responsável por grande parte da economia friburguense.
Além de fábricas do setor metalmecânico (Stam, União Mundial, 3F, Isero, etc), cujo carro chefe são as fechaduras, em Conselheiro Paulino há também importantes empresas como a Faol, na área de transporte urbano, assim como, nas áreas de alimentação e confecção de roupas, com destaque para a moda íntima.
O comércio é diversificado. São lojas de aviamentos, máquinas de costura, móveis, materiais de construção, auto peças, venda de automóveis, oficinas mecânicas, postos de combustível, padarias, supermercados, restaurantes, lanchonetes, lojas de roupas, floriculturas, farmácias, além de bancos e tantos outros estabelecimentos. Por este motivo, não há como negar que Conselheiro Paulino responde por uma parte bastante significativa do PIB municipal. Há quem diga, inclusive, que o distrito é o pilar da economia da cidade, sendo hoje a principal fonte para composição da receita de Nova Friburgo.
É responsável pela terceira parte do PIB de Nova Friburgo. Compõe uma grande participação nos impostos e gera a terceira arrecadação municipal, contribuindo para a cidade através do comércio local, apesar de ser negligenciada há vários anos pelo poder público municipal, mesmo existindo uma subprefeitura no distrito.

## Cultural
Anualmente são realizados eventos tradicionais, como a Festa de Santa Teresinha, na semana última do mês de setembro até 1º de outubro (dia da padroeira do distrito) e o Festival de Folia de Reis, entre o período do Natal e o Dia de Reis, reunindo diversos visitantes.

## População
Com uma população estimada de 40 mil habitantes, está conurbado com o centro de Nova Friburgo, e apresenta uma tendência desta conurbação em direção norte, ao distrito de Riograndina. É responsável por uma significativa parte do PIB da cidade e é também o distrito que mais apresenta crescimento, devido, principalmente, à concentração de indústrias, em sua maioria metalúrgicas/siderúrgicas e confecções (principalmente do setor de moda íntima), e também à presença de depósitos/revendas atacadistas e varejistas de pequeno e médio porte.
Em Conselheiro Paulino se encontra o maior complexo habitacional de Nova Friburgo, com cerca de 10 mil moradores o Condomínio Terra Nova que foi criado para abrigar parte da população que foi vitima da catástrofe climática ocorrida na cidade em 2011.

## Turístico

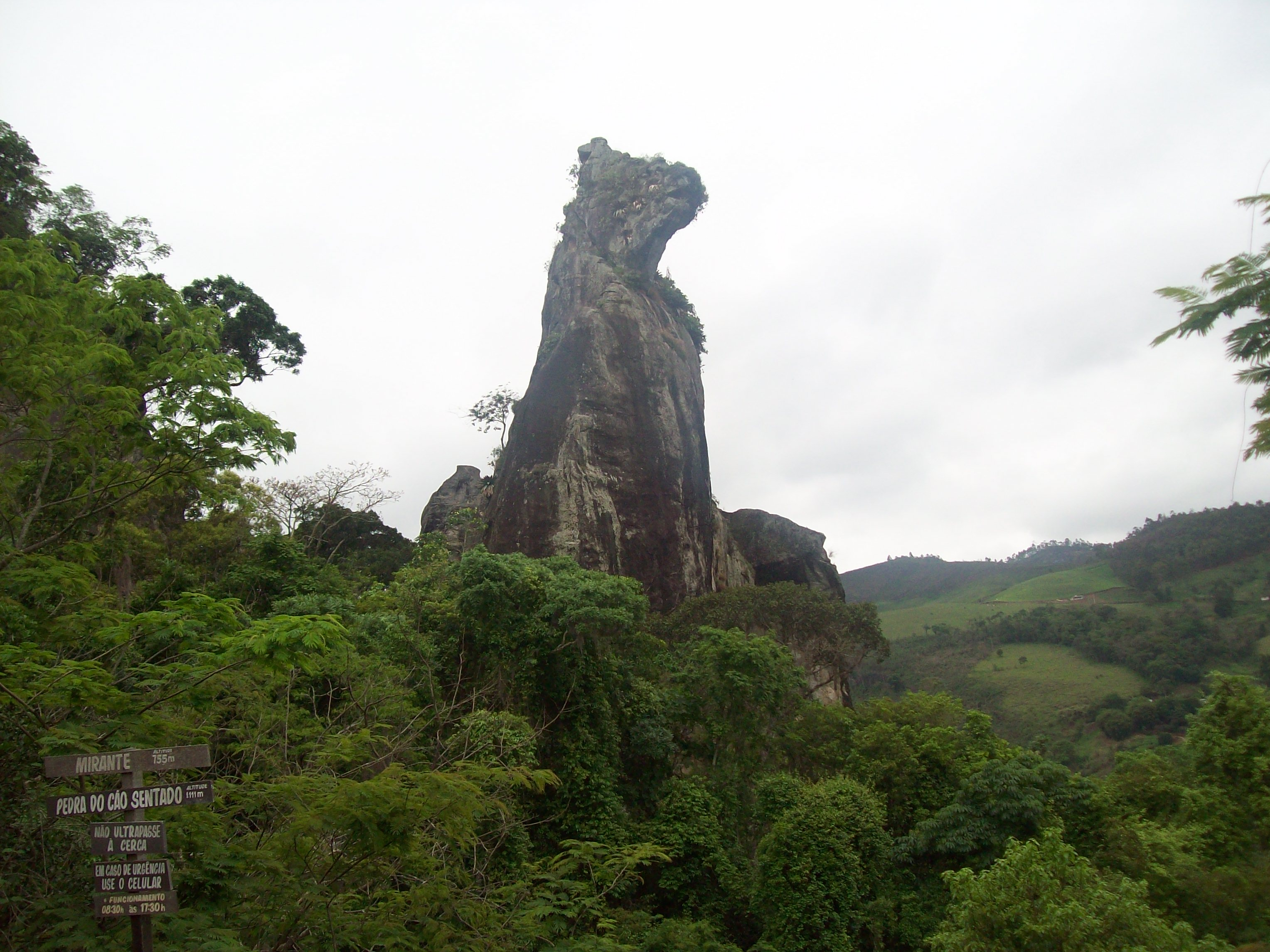
Pedra do Cão Sentado

Conselheiro Paulino tem alguns pontos turísticos que vale a pena visitar. São eles:
- A Pedra do Cão Sentado. Um monumento natural, criado por formações rochosas e considerado símbolo da cidade de Nova Friburgo[2];

- A Ponte de Ferro, localizada na Estrada Fazenda da Laje (destruída na catástrofe de 2011);

- A cachoeira Véu das Noivas (abandonada pela prefeitura, não existe mais);

- O Haras Kaylua, ótimo lugar para passeio e lazer.